# Agabus yakutiae
Agabus yakutiae är en skalbaggsart som beskrevs av Nilsson och Helen K. Larson 1990. Agabus yakutiae ingår i släktet Agabus och familjen dykare. Inga underarter finns listade i Catalogue of Life.